# Strobiderus orissaensis
Strobiderus orissaensis es una especie de insecto coleóptero de la familia Chrysomelidae.
Fue descrita científicamente en 1987 por Basu & Halder.